# ریو دوک هوان
ریو دوک هوان (انگلیسی: 류덕환؛ زادهٔ ۱۲ ژوئن ۱۹۸۷) بازیگر اهل کره جنوبی است. از آثاری که در آنها ایفای نقش کرده‌است می‌توان به مثل یک باکره (۲۰۰۶) و سرنوشت (۲۰۱۲) اشاره کرد.